# Hans Deppe
Hans Deppe (Berlín, 12 de novembre de 1897 - 23 de setembre de 1969) va ser un actor i director de cinema alemany.

## Biografia
Nascut a Berlín, Deppe va completar un aprenentatge en comerç abans de preparar-se com a actor a partir de 1914 en el Seminari Max Reinhardt. En 1918 es va traslladar a Berlín, entrant en el Konzerthaus Berlin com a aprenent, i des de 1921 a 1928 va ser actor de caràcter en el Deutsches Theater de Max Reinhardt. Al costat de Werner Finck i Rudolf Platte va fundar posteriorment el cabaret Die Katakombe. El seu debut al cinema com a actor va tenir lloc en la cinta dirigida per Lupu Pick el 1930/31 Gassenhauer. Després va fer papers de repartiment a pel·lícules d'èxit com la dirigida per Phil Jutzi Berlin – Alexanderplatz (1931), o Ein blonder Traum (amb Lilian Harvey).
La primera pel·lícula dirigida per Hans Deppe va ser una adaptació de l'obra de Theodor Storm Der Schimmelreiter (1934), encara que en la mateixa també va tenir labors de direcció Curt Oertel. Va ser considerada una pel·lícula d'interès artístic per l'organisme Filmprüfstelle (Consell de Cinema). Fins a 1945 Deppe va dirigir altres 30 pel·lícules, la major part d'elles comèdies, films romàntics i del gènere Heimatfilm, entre elles Schloß Hubertus (1934), Scheidungsreise (1938), Gefährlicher Frühling (1943) i Der Majoratsherr (1944), destacant algunes pel seu valor artístic. Galants favorits de Deppe, que va treballar amb ell en moltes de les seves produccions, van ser els actors Hansi Knoteck i Paul Richter.
Finalitzada la Segona Guerra Mundial, la carrera de Hans Deppe com a director es va accelerar, i en els anys 1950 va produir alguns clàssics alemanys del gènere Heimatfilm, entre ells Schwarzwaldmädel (1950), Grün ist die Heide (1951), Firin vom Ich (1952), Heideschulmeister Uwe Karsten (1954), Der Pfarrer von Kirchfeld i Wenn die Alpenrosen blüh’n (tots dos films de 1955). En 1953 va dirigir a una jove Romy Schneider a Wenn der weiße Flieder wieder blüht, pel·lícula que suposava el seu debut al cinema. La seva penúltima direcció cinematogràfica va ser una versió de la pel·lícula antisemita dirigida el 1939 per Hans H. Zerlett, Robert und Bertram.
En els anys 1960, Hans Deppe va treballar també en la televisió, mitjà per al qual va actuar i va dirigir en nombroses produccions. A més de tot això, un dels interessos privats de Deppe, segons afirmava l'actor Charles Regnier en una entrevista el 1999, va ser l'art del teatre de titelles.
Hans Deppe va morir a Berlín el 1969, a causa d'una diabetis. Va ser enterrat al Cementiri Waldfriedhof Heerstraße, a Berlín.

## Filmografia

### Director
- 1934: Die rosarote Brille (curt)
- 1934: Die kleinen Verwandten (curt)
- 1934: Der Schimmelreiter (també guionista i actor)
- 1934: Schloß Hubertus
- 1934: Herr Kobin geht auf Abenteuer
- 1934: Ferien vom Ich
- 1934: Bums, der Scheidungsgrund (curt)
- 1935: Nacht der Verwandlung/Demaskierung
- 1935: Die Heilige und ihr Narr
- 1935: Der mutige Seefahrer
- 1935: Der Außenseiter
- 1936: Die Drei um Christine
- 1936: Straßenmusik
- 1936: Drei tolle Tage
- 1936: Der Jäger von Fall
- 1937: Das schöne Fräulein Schragg
- 1937: Meiseken/Die Erbschleicher/Gelegenheit macht Diebe
- 1937: Das Schweigen im Walde
- 1937: 2 x 2 im Himmelbett
- 1938: Gewitter im Mai
- 1938: Narren im Schnee
- 1938: Scheidungsreise
- 1939: Die kluge Schwiegermutter
- 1939: Das Ekel
- 1940: Verwandte sind auch Menschen
- 1940: Der Sündenbock
- 1941: Der laufende Berg
- 1941: Heimaterde
- 1943: Der Ochsenkrieg
- 1943: Der kleine Grenzverkehr
- 1943: Gefährlicher Frühling
- 1944: Der Majoratsherr
- 1945: Ein Mann wie Maximilian
- 1945/49: Wie sagen wir es unseren Kindern?/Ehe mit Hindernissen
- 1947: Kein Platz für Liebe (també guió)
- 1949: Die Kuckucks
- 1949: Die Freunde meiner Frau/Vier junge Detektive
- 1949: Man spielt nicht mit der Liebe
- 1950: Eine Nacht im Separee
- 1950: Schwarzwaldmädel
- 1951: Es geht nicht ohne Gisela
- 1951: Grün ist die Heide
- 1952: Ferien vom Ich
- 1952: Der Fürst von Pappenheim
- 1952: Das Land des Lächelns
- 1953: Heimlich, still und leise (també productor)
- 1953: Wenn der weiße Flieder wieder blüht
- 1954: Die sieben Kleider der Katrin
- 1954: Heideschulmeister Uwe Karsten
- 1954: Die tolle Lola
- 1955: Sohn ohne Heimat
- 1955: Die Frau des Botschafters
- 1955: Der Pfarrer von Kirchfeld (també productor)
- 1955: Wenn die Alpenrosen blüh’n (també productor)
- 1955: Ihr Leibregiment (també actor)
- 1956: Der Fremdenführer von Lissabon (també productor)
- 1956: Tausend Melodien
- 1956: Mein Bruder Josua/Der Bauer vom Brücknerhof
- 1956: Solange noch die Rosen blühn (també productor)
- 1957: Unter Palmen am blauen Meer
- 1957: Alle Wege führen heim
- 1958: Immer die Radfahrer
- 1958: 13 kleine Esel und der Sonnenhof
- 1959: So angelt man keinen Mann
- 1959: Mandolinen und Mondschein
- 1959: Kein Mann zum Heiraten
- 1959: Gitarren klingen leise durch die Nacht
- 1959: Der Haustyrann
- 1960: Wenn die Heide blüht
- 1961: Robert und Bertram
- 1962: Unsere Jenny (TV)
- 1962: Muß i denn zum Städtele hinaus
- 1966: Wie lernt man Reisen? (TV)

### Actor
- 1931: Gassenhauer
- 1931: Zwei Herzen und ein Schlag
- 1931: Berlin – Alexanderplatz
- 1932: Stürme der Leidenschaft
- 1932: Der Sieger
- 1932: Ein blonder Traum
- 1933: Die Wette
- 1933: Eine Stadt steht Kopf
- 1933: Großstadtnacht
- 1933: Eine Tür geht auf
- 1933: Ich und die Kaiserin
- 1933: Ein gewisser Herr Gran
- 1933: Hitlerjunge Quex
- 1933: Die schönen Tage von Aranjuez
- 1933: Der Stern von Valencia
- 1934: Pappi
- 1934: Frau Eva wird mondain!
- 1948: Berliner Ballade
- 1952: The Berliner
- 1962: Freddy und das Lied der Südsee
- 1963: Der Fall Rohrbach (TV)
- 1965: Man soll den Onkel nicht vergiften (TV)
- 1966: Förster Horn (TV)
- 1966: Socialaristokraten (TV)
- 1968: Unwiederbringlich (TV)
- 1969: Mathilde Möhring (TV)
- 1969: Zwei ahnungslose Engel (TV)
- 1970: Nicht nur zur Weihnachtszeit (TV)